# Stayneria neilii
Stayneria es un género monotípico de plantas suculentas perteneciente a la familia Aizoaceae. Su única especie: Stayneria neilii (L.Bolus) L.Bolus, es originaria de Sudáfrica.

## Descripción
Es una  planta suculenta perennifolia, con un tamaño de 1,5 m de altura. Se encuentra a una altitud de 300 - 700 metros en Sudáfrica.

## Taxonomía
Stayneria neilii fue descrita por Harriet Margaret Louisa Bolus y publicado en J. S. African Bot. 33: 306 1967. 
Sinonimia
- Ruschia neilii L.Bolus (1934)
- Stayneria littlewoodii L.Bolus (1960)